# De Nijverheid (waterschap)
De Nijverheid is een voormalig waterschap in de Nederlandse provincie Groningen.
Het schap dat ook bekendstond onder de naam de Nijverheidspolder lag ten zuiden van Blijham en ten westen van Wedderveer. Het lag aan weerszijden van de Veerlaan. De molen met naam De Nijverheidspolder, waarvan de romp nog aanwezig is, sloeg uit op de Westerwoldse Aa. 
Waterstaatkundig gezien ligt het gebied sinds 2000 binnen dat van het waterschap Hunze en Aa's.

## Naam
Het schap moet niet worden verward met het waterschap de Nijverheidspolder of met de Molenpolder de Nijverheid.